# Mikołaj Leon Sapieha
Mikołaj Leon Sapieha herbu Lis (ur. 1644, zm. 1 lutego a 10 czerwca 1685) – wojewoda bracławski, kasztelan wołyński w 1677 roku, starosta owrucki w latach 1660–1684, rotmistrz królewski w 1664 roku.

## Życiorys
Był synem Jana Fryderyka, bratem Pawła Franciszka i Kazimierza Władysława.
W 1664 r. objął po ojcu chorągiew kozacką. Brał udział w zakończonej klęską wojsk koronnych bitwą pod Brahiłowem w grudniu 1666 r., gdzie jego oddział poniósł duże straty. W 1667 r. posłował na sejm. Ze swoją chorągwią walczył w bitwie pod Chocimiem. W kampanii 1676 r. stał na czele chorągwi pancernej. W 1677 r. został kasztelanem wołyńskim, a w 1683 r. wojewodą bracławskim. Na czele chorągwi pancernej brał udział w bitwie pod Wiedniem. Uczestniczył w obu kampaniach roku 1684. Był również starostą owruckim.
Był elektorem Michała Korybuta Wiśniowieckiego z województwa kijowskiego w 1669 roku. W 1674 roku był elektorem Jana III Sobieskiego z województwa brzeskolitewskiego, podpisał jego pacta conventa.
Zmarł pomiędzy 1 lutego, kiedy to przekazano jego chorągiew pancerną Grzegorzowi Antoniemu Ogińskiemu, a 10 czerwca 1685. Nie angażował się w działania polityczne, będąc do śmierci wierny swojemu ukochanemu wodzowi, Janowi Sobieskiemu.